# Lindar (Pazin)
Pour les articles homonymes, voir Lindar.
Lindar (en italien : Lindaro) est une localité de Croatie située en Istrie, dans la municipalité de Pazin, dans le comitat d'Istrie. En 2001, la localité comptait 408 habitants.

## Démographie
| 1948 | 1953 | 1961 | 1971 | 1981 | 1991 | 2001 |
| ---- | ---- | ---- | ---- | ---- | ---- | ---- |
| 569  | 549  | 450  | 366  | 319  | 369  | 408  |